# Уметничко клизање на Зимским олимпијским играма 1924.
Прве зимске олимпијске игре које се одржане биле су у Шамонију 1924. године, а уметничко клизање је био један од спортова који су били на програму. Тамичење је одржано од 29. јануара до 31. јануара на Олимпијском стадиону у Шамонију. Пре тога Уметничко клизање је био један од спортова на летњим олимпијским играма које су се одржале 1908, 1912 и 1920. године. 

## Мушкарци
| Медаља | Клизач                  | Поени  |
| ------ | ----------------------- | ------ |
| Злато  | Гилис Графстром Шведска | 367,89 |
| Сребро | Вили Бекл Аустрија      | 359,82 |
| Бронза | Георг Гаучи Швајцарска  | 319,07 |

Гилис Графстром је успешно одбранио титулу олимпијског победника коју је освојио на Летњим олимпијским играма 1920. у Антверпену.

## Жене
| Медаља | Клизачица                        | Поени  |
| ------ | -------------------------------- | ------ |
| Злато  | Херма Сабо Аустрија              | 299,17 |
| Сребро | Битрикс Лафран САД               | 279,85 |
| Бронза | Етел Макелт Уједињено Краљевство | 250,07 |

На овим олимпијским играма је први пут учествовала и Соња Хени где је освојила последње место. Током три наредна учешћа на олимпијским играма Соња Хени је освајала златне медаље.

## Спортски парови
| Медаља | Клизачи                                   | Поени |
| ------ | ----------------------------------------- | ----- |
| Злато  | Хелена Енгелман и Алфред Бергер Аустрија  | 10,64 |
| Сребро | Лудовика Јакобсон и Ватер Јакобсон Финска | 10,25 |
| Бронза | Андре Жоли и Пјер Брунет Француска        | 9,89  |

## Биланс медаља
| Ранг | Држава                    | Злато | Сребро | Бронза | Укупно |
| 1    | Аустрија                  | 2     | 1      | 0      | 3      |
| 2    | Шведска                   | 1     | 0      | 0      | 1      |
| 3    | Финска                    | 0     | 1      | 0      | 1      |
| 3    | Сједињене Америчке Државе | 0     | 1      | 0      | 1      |
| 4    | Француска                 | 0     | 0      | 1      | 1      |
| 4    | Шведска                   | 0     | 0      | 1      | 1      |
| 4    | Швајцарска                | 0     | 0      | 1      | 1      |
|      | Укупно (7)                | 3     | 3      | 3      | 9      |